# Paw Paw (Illinois)
Pour les articles homonymes, voir Paw Paw.
Paw Paw est un village du comté de Lee dans l'Illinois, aux États-Unis,. Situé au nord du comté, il est incorporé le 21 août 1894.

## Démographie
Lors du recensement de 2010, le village comptait une population de 870 habitants. Elle est estimée, en 2016, à 813 habitants.

### Source de la traduction
- (en) Cet article est partiellement ou en totalité issu de l’article de Wikipédia en anglais intitulé « Paw Paw, Illinois » (voir la liste des auteurs).